# Elie and Earlsferry
Elie and Earlsferry är en ort i Storbritannien.   Den ligger i kommunen Fife och riksdelen Skottland, 500 km norr om huvudstaden London. Den består av de sammanvuxna byarna Elie och Earlsferry.
Närmaste större samhälle är Buckhaven, 13 km väster om Elie. 